# Grzegorz Kleszcz
Grzegorz Kleszcz (* 12. November 1977 in Oława, Polen) ist ein polnischer Gewichtheber.

## Karriere
Grzegorz Kleszcz nahm an den Olympischen Sommerspielen 2008 in Peking teil, wo er in der Gewichtsklasse über 105 kg den siebten Platz mit einer Gesamtleistung 419 kg erringen konnte. Bei den Olympischen Sommerspielen 2004 wurde er Zehnter und bei den Olympischen Sommerspielen 2000 Achter.
Bei den Europameisterschaften holte Grzegorz Kleszcz eine Bronzemedaille 2001 in der Kategorie ab 105 kg.